# زومبا (مجارستان)
زومبا (به مجاری:  Zomba) یک شهرداری در مجارستان است که در ناحیه بونیهاد واقع شده‌است. زومبا ۵۷٫۲۹ کیلومتر مربع مساحت و ۲٬۱۳۱ نفر جمعیت دارد.

## خواهرخوانده
شهر ارشهزا خواهرخواندهٔ زومبا (مجارستان) هست.